# Shang Geng Ding
Geng Ding (庚丁; Gēng Dīng) eller Kang Ding (康丁; Kāng Dīng), död 1148 f.Kr., var en kinesisk kung över den forna Shangdynastin. Geng Ding regerade fram till år 1148 f.Kr. Geng Dingi omnämndes i orakelbensskriften under sitt postuma tempelnamn "康丁" (Kang Ding) och i Shiji  som "庚丁" (Geng Ding).
Geng Ding efterträdde sin bror Lin Xin som kung över Shangdynastin. Geng Dings far var kung Zu Jia, som regerade innan kung Lin Xin.
Geng Ding efterträddes efter sin död 1148 f.Kr. av sin son Wu Yi.